# ویسکو
ویسکو (به ایتالیایی: Visco) یک کومونه در ایتالیا است که در استان اودینه واقع شده‌است.

## خصوصیات
ویسکو ۳٫۵ کیلومترمربع مساحت و ۷۲۳ نفر جمعیت دارد و ۲۷ متر بالاتر از سطح دریا واقع شده‌است.